# Bye Bye, Earth
Bye Bye, Earth (ばいばい、アース Bai Bai, Āsu?), es una serie de novelas de fantasía japonesa escrita por Tow Ubukata e ilustrada por Yoshitaka Amano. Kadokawa Shoten publicó dos volúmenes en diciembre de 2000. Kadokawa Shoten publicó una nueva edición escrita por Ubukata e ilustrada por Hyung-Tae Kim en cuatro volúmenes entre septiembre de 2007 y febrero de 2008 bajo su sello Kadokawa Bunko. 
Una adaptación de manga ilustrada por Ryū Asahi se serializó en la revista de manga seinen Young King OURs de Shōnen Gahōsha de enero de 2020 a julio de 2022, con sus capítulos recopilados en cuatro volúmenes de tankōbon.
Una adaptación de serie de televisión de anime producida por Liden Films se emitió de julio a septiembre de 2024. Una segunda temporada se emitió en abril a junio de 2025.

## Sinopsis
A pesar de tener increíbles habilidades de lucha y la fuerza para empuñar la enorme espada Runding, Belle Lablac ha crecido como una paria por ser la única humana en un mundo de animales antropomórficos. Desesperada por encontrar un lugar al que pertenecer, emprende la búsqueda de otras personas como ella.

## Personajes
Belle Lablac (ラブラック=ベル Raburakku Beru?)
 Seiyū: Fairouz Ai, Zoe Mora (español latino)
Adonis the Question (クエスティオン=アドニス Kuesution Adonisu?)
 Seiyū: Koki Uchiyama, Axl Rodríguez (español latino)
Sian Lablac (ラブラック=シアン Raburakku Shian?)
 Seiyū: Junichi Suwabe, Idzi Dutkiewicz (español latino)
Kitty (キティ=ザ・オール Kiti za Ōru?)
 Seiyū: Natsuki Hanae, Ricardo Bautista (español latino)
Shandy Gaff (シャンディ=ガフ Shandi Gafu?)
 Seiyū: Satoshi Hino, Miguel Ángel Leal (español latino)
Shelly (シェリー Sherī?)
 Seiyū: Saori Hayami, Montserrat Aguilar (español latino)
Guinness (ギネス Ginesu?)
 Seiyū: Junya Enoki, Diego Becerril (español latino)
Benedictine (ベネディクティン Benedikutin?)
 Seiyū: Ami Koshimizu, Cynthia Chong (español latino)
Doranvi (ドランブイ Doranbui?)
 Seiyū: Miyuki Sawashiro, Liliana Barba (español latino)
Rey Lowhide (ローハイド王 Rōhaido-Ō?)
 Seiyū: Kenjirō Tsuda (justicia), René García (español latino, justicia), Setsuji Satō (maldad), Erick Salinas (español latino, maldad)

## Contenido de la obra

### Manga
Una adaptación de manga ilustrada por Ryū Asahi se serializó en la revista de manga seinen Young King OURs de Shōnen Gahōsha del 30 de enero de 2020 al 29 de julio de 2022. Shōnen Gahōsha recopiló sus capítulos en cuatro volúmenes tankōbon, publicados desde enero de 2021 hasta septiembre de 2022.

### Anime
El 17 de noviembre de 2022 se anunció una adaptación de la serie de televisión de anime coproducida por WOWOW, Sony Pictures y Crunchyroll. Es producida por Liden Films y dirigida por Yasuto Nishikata, con la dirección asistente de Sōta Yokote, guiones escritos por Hiroyuki Yoshino, personaje diseños a cargo de Yūki Hino y música compuesta por Kevin Penkin. La serie se estrenó el 12 de julio de 2024 en el canal de televisión WOWOW y se transmitió simultáneamente a nivel internacional en Crunchyroll. El tema de apertura es "Faceless" interpretado por Asca, mientras que el tema de cierre es "I Luv U 2" interpretado por LMYK. 
Tras el último episodio de la primera temporada, se ha anunciado una segunda temporada. El personal y el elenco de la serie repetirán sus papeles. El estreno está previsto para abril de 2025.
El 18 de junio de 2024, Crunchyroll anunció que la serie había recibido un doblaje en español latino, la cual se estrenó el 2 de agosto.